# Théo Sainte-Luce
Théo Sainte-Luce, né le 20 octobre 1998 à Chauny en France, est un footballeur français qui évolue au poste d'arrière gauche au Montpellier HSC.

## Biographie

### Débuts
Né à Chauny en France, Théo Sainte-Luce commence le football dans le club local du FC Vendeuil et joue ensuite pour l'US Chauny avant d'être formé par le Nîmes Olympique, qu'il rejoint en 2014 où il continuera sa formation. Il joue son premier match en professionnel le 9 avril 2019, lors d'une rencontre de Ligue 1 face au Stade rennais FC. Il entre en jeu à la place de Denis Bouanga et son équipe s'impose par trois buts à un.
Le 17 janvier 2020, il est prêté jusqu'à la fin de la saison au Gazélec Ajaccio.
Il est ensuite prêté au Red Star FC durant la saison 2020-2021 de National.
Il découvre ensuite la Ligue 2 avec le Nîmes Olympique. Il joue son premier match dans cette compétition le 24 juillet 2021, lors de la première journée de la saison 2021-2022 contre le SC Bastia. Il est titularisé ce jour-là et les deux équipes se neutralisent (1-1).

### Montpellier HSC
Le 23 mai 2022, le Montpellier HSC annonce le recrutement de Théo Sainte-Luce pour la saison à venir,. 
Sainte-Luce retrouve ainsi la Ligue 1, étant titularisé dès la première journée de la saison 2022-2023, contre l'ES Troyes AC le 7 août 2022. Il se fait remarquer ce jour-là en inscrivant son premier but en Ligue 1 et donc pour le MHSC, en ouvrant le score et participant ainsi à la victoire de son équipe par trois buts à deux,. Alors qu'il enchaîne les matchs en tant que titulaire, Sainte-Luce se blesse gravement lors de la cinquième journée, et une victoire contre l'AC Ajaccio le 31 août 2022 (2-0 score final). Sorti au bout de huit minutes de jeu, le défenseur est victime d'une rupture des ligaments croisés et son absence est estimée à plusieurs mois.
Sainte-Luce fait son retour à l'entraînement collectif après sa longue blessure le 8 mars 2023 et dix jours plus tard il est dans le groupe de l'équipe première pour un match face au Clermont Foot 63. Il rejoue finalement avec le MHSC le 7 mai 2023, en entrant en jeu lors d'une rencontre de Ligue 1 perdue sur la pelouse de l'Olympique lyonnais (5-4 score final).
Le 22 novembre 2023, un peu plus d'un an après son arrivée au club, Théo Sainte-Luce prolonge son contrat au MHSC, étant désormais lié au club jusqu'en juin 2027,.